# Нечистая сила (роман)
«Нечистая сила» — исторический роман-хроника В. С. Пикуля, посвященный Григорию Распутину, фавориту семьи последнего российского императора Николая II. В советское время существовала также сокращённая цензурой версия романа — «У последней черты».
Полное название романа — «Нечистая сила. Политический роман о разложении самодержавия, о тёмных силах придворной камарильи и бюрократии, толпившейся возле престола; летопись той поры, которую зовут реакцией между двумя революциями; а также достоверная повесть о жизни и гибели „святого чёрта“ Гришки Распутина, возглавлявшего сатанинскую пляску последних „помазанников Божиих“».
По утверждениям родственников и знакомых, Пикуля часто преследовали угрозами, а после опубликования романа «Нечистая сила» он был жестоко избит. 
Журнальный (сокращённый вариант) романа опубликован в 1979 году, полный вариант - лишь в 1989. 

## Сюжет
Роман начинается с истории становления главных героев: Николая II (начиная с последних лет царствования его отца — императора Александра III), будущей императрицы Виктории Алисы Елены Луизы Беатрисы Гессен-Дармштадтской и Григория Распутина — сына саратовского ямщика Ефима Вилкина (Новых).
Григорий Распутин, как неординарная личность, был замечен активистами Союза Русского народа и Русской Православной церкви и привезён из сибирского села в столицу в качестве «старца», где, стремительно набрав популярность в околорелигиозном светском обществе, через посредничество императорской фрейлины Анны Вырубовой, прочно закрепился при дворе, умело играя на склонности императрицы к суевериям.
Вскоре особым положением Распутина при царе стали активно пользоваться карьеристы, интриганы, шпионы, вокруг него образовалось своё общество, неподконтрольное официальным властным структурам. Как следствие, Распутин пытается вмешиваться в назначение и смещение лиц на ключевые государственные должности, в ход военных операций на фронтах войны, внутреннюю и внешнюю политику России.
Деятельность Распутина подрывает авторитет Николая II, и без того ослабленный тяжёлой войной и нерешёнными социальными проблемами внутри страны. Группа заговорщиков убивает Распутина, однако вскоре в России вспыхивает Февральская буржуазно-демократическая революция 1917 года, в результате которой император отрекается от престола и рушится вся система царской власти. На последних страницах книги арестованные генералы и министры решают, что Распутин отличная ширма, за которую можно спрятаться, свалив на него вину за развал государства.
Параллельно с главной сюжетной линией в романе освещены события Российской истории того периода: Коронация Николая II и Александры Фёдоровны, ходынская катастрофа, Русско-японская война на Дальнем Востоке, раздел Сахалина, подавление Первой русской революции 1905 года, неоднократный созыв и разгон Думы, возвышение и убийство Петра Столыпина, мировой кризис, начало Первой мировой войны и вступление в неё России, Февральская буржуазно-демократическая революция. Повествование заканчивается на пороге Великой Октябрьской революции 1917 года.
В романе нет описания революционного движения и его лидеров, что необычно для советской литературы позднего периода, в которой присутствие положительного героя-революционера, акцент на руководящую роль партии ВКП(б) (КПСС) а также многочисленные упоминания В. И. Ленина были неписаным правилом.
В романе нет вымышленных героев. Сюжет строился на основе фактов, взятых из открытых источников (библиография авторской рукописи содержит 128 наименований), основным из которых Валентин Пикуль назвал 7-томный сборник «Падение царского режима», вышедший в СССР в 1924—1927 годы под редакцией П. Е. Щёголева, и содержащий стенографические отчёты допросов и показаний 59 высших министров, жандармов и чиновников Российской империи, данных в 1917 году в Чрезвычайной Следственной Комиссии Временного Правительства.

## Содержание
- От автора
- Пролог, который мог бы стать эпилогом

### Часть первая. Помазанники божии
- 1. Прелюдия
- 2. Гатчинские затворники
- 3. Сущий младенец Ники
- 4. Гессенская муха
- 5. «Воспитательное» путешествие
- 6. Колесо истории
- 7. Скандал в Ливадии
- 8. Нечистая сила
- 9. Житие царя тишайшего
- 10. Прочие призраки
- 11. Звериный рык
- 12. Явление Мессии
- 13. Чудо без чудес
- 14. Бесстыжий апостол
- 15. Парламент на крови
- 16. Финал

### Часть вторая. Возжигатель царских лампад
- 1. Прелюдия
- 2. Первый блин комом (по названию поговорки)
- 3. Салонная жизнь
- 4. «Нана» уже треснула
- 5. Самая короткая глава
- 6. Тёмные люди
- 7. Из грязи да в князи
- 8. Дума перед Думой
- 9. Почти как в Англии
- 10. Дуракам всё в радость
- 11. Бомба в портфеле
- 12. Лампадный Гришенька
- 13. Премьеры и примеры
- 14. Друзья-приятели
- 15. Финал

### Часть третья. Реакция — Содом и Гоморра
- 1. Прелюдия
- 2. Скандальная жизнь
- 3. Cela me chatoville
- 4. Хоть топор вешай!
- 5. Гром и молния
- 6. Мой пупсик Мольтке
- 7. Бархатный сезон
- 8. Изгнание блудного беса
- 9. Родные пенаты
- 10. Вундеркинд с сахарной головкой
- 11. Коловращение жизни
- 12. И даже бетонные трубы
- 13. Три опасных свидания
- 14. На высшем и низшем уровнях
- 15. Финал

### Часть четвёртая. На крутых поворотах
- 1. Прелюдия
- 2. Муравьиная куча
- 3. Саблер безо всяких «но»
- 4. Прохиндей за работой
- 5. Провокатор нужен
- 6. На бланках «Штандарта»
- 7. Третья декада августа
- 8. Сказка про белого бычка
- 9. Сказка о царе Салтане
- 10. Теперь отдыхать в Ливадию

- 11. «Так было — так будет!»
- 12. Кутерьма с ножницами
- 13. Натиск продолжается
- 14. Один Распутин или десять истерик
- 15. Финал

### Часть пятая. Зловещие торжества
- 1. Прелюдия
- 2. Вербовка агентов
- 3. Слепая кишка
- 4. Медленное кровотечение
- 5. В канун торжества
- 6. Романовские торжества
- 7. Горемычные истории
- 8. «Мы готовы!»
- 9. Герои сумерек
- 10. Июльская лихорадка
- 11. «Побольше допинга!»
- 12. Зато Париж был спасён
- 13. Финал

### Часть шестая. Пир во время войны
- 1. Прелюдия
- 2. Все ставки на Ставку
- 3. Штаб-квартира империи
- 4. «Убиение невинных младенцев»
- 5. Поклонение святым мощам
- 6. Открытие семафоры
- 7. «А нам наплевать!»
- 8. Мелочи жизни
- 9. Кесарю — кесарево
- 10. Мафия — в поте лица
- 11. Практика без теории
- 12. Заготовка дров

- 13. Финал

### Часть седьмая. Хвостовщина с хвостами
- 1. Прелюдия
- 2. Мышиная возня
- 3. Бей дубьём и рублём
- 4. Наша Маша привезла мир
- 5. «Навьи чары»
- 6. Мои любимые дохлые кошки
- 7. Ахтунг — Штюрмер!
- 8. Хвост в капкане
- 9. Когда отдыхают мозги
- 10. Торт от «Квисисаны»
- 11. «Мы плохо кончим…»
- 12. Война или мир?
- 13. Голоса певцов за сценой
- 14. «Про то Попка ведает…»
- 15. Финал

### Часть восьмая. Со святыми упокой
- 1. Прелюдия
- 2. Браво, Пуришкевич, браво!
- 3. Досье на убийц
- 4. «Не спрашивай, не выпытывай, Левконоя…»
- 5. До шестнадцатого
- 6. Последний день Мессии
- 7. Великосветский раут
- 8. Византийская ночь
- 9. Семейная революция
- 10. Трупное дело
- 11. Распутин жив!
- 12. Женщинам посвящается
- 13. Финал
- Авторское заключение

## Персонажи

### Семья Распутиных
- Распутин, Григорий Ефимович, крестьянин, «старец»
- Распутина (урожденная Серихина), Прасковья Федоровна, его жена
- Распутина, Матрёна Григорьевна, его дочь
- Распутина, Варвара Григорьевна, его дочь
- Распутин, Дмитрий Григорьевич, его сын
- Вилкин, Ефим, его отец
- Вилкина, Пелагея, его мать
- Вилкин, Лавр, его брат
- Вилкина, Марья, его сестра.

### Семья Романовых
- Николай II, по прозванию «Кровавый», император
- Александра Федоровна (урожденная Алиса Гессен-Дармштадтская), по прозванию «Гессенская муха», императрица
- Ольга, ее высочество, их дочь
- Татьяна, ее высочество, их вторая дочь
- Мария, ее высочество, их третья дочь
- Анастасия, ее высочество, их четвертая дочь
- Алексей Николаевич, наследник российского престола, их единственный сын
- Михаил Александрович, его родной брат
- Георгий Александрович, его родной брат
- Александр III, по прозванию «Миротворец», император, его отец
- Мария Федоровна, по прозванию «Гневная», императрица, его мать
- Дмитрий Павлович, великий князь, его двоюродный брат

### ПравительствоРоссийской империи
- Витте, Сергей Юльевич, граф, премьер-министр
- Столыпин, Пётр Аркадьевич, премьер-министр, министр внутренних дел
- Горемыкин, Иван Логгинович, дважды премьер-министр
- Коковцов, Владимир Николаевич, граф, премьер-министр, министр финансов
- Штюрмер, Борис Владимирович, премьер-министр, министр иностранных дел
- Трепов, Александр Фёдорович, последний премьер-министр
- Макаров, Александр Александрович, министр внутренних дел, министр юстиции
- Маклаков, Николай Алексеевич, министр внутренних дел
- Хвостов, Алексей Николаевич, камергер, министр внутренних дел
- Сазонов, Сергей Дмитриевич, министр иностранных дел
- Янушкевич, Николай Николаевич, начальник Генштаба
- Сухомлинов, Владимир Александрович, военный министр
- Редигер, Александр Фёдорович, военный министр
- Поливанов, Алексей Андреевич, помощник В. А. Сухомлинова, затем сам военный министр
- Щербатов, Николай Борисович, князь, министр внутренних дел
- Протопопов, Александр Дмитриевич, министр внутренних дел
- Саблер, Владимир Карлович, обер-прокурор Святейшего Синода
- Самарин, Александр Дмитриевич, обер-прокурор Святейшего Синода
- Волжин, Александр Николаевич, обер-прокурор Святейшего Синода
- Добровольский, Николай Александрович, министр юстиции
- Белецкий, Степан Петрович, директор департамента полиции
- Родзянко, Михаил Владимирович, председатель Государственной думы

### Прочие
- Бадмаев, Пётр Александрович, доктор тибетской медицины
- Курлов, Павел Григорьевич, жандарм
- Манасевич-Мануйлов, Иван Фёдорович, по прозваниям «Маска» и «Ванечка», журналист
- Восторгов, Иван Иванович, протоиерей
- Гермоген (Долганев), епископ Саратовский
- Пуришкевич, Владимир Митрофанович, думской депутат
- Юсупов, Феликс Феликсович, князь, экстерн
- Андроников, Михаил Михайлович, по прозвищу «побирушка», князь

## Критика
Роман посвящён периоду агонии императорской власти в России — «распутинщине». Пикуля обвиняли в том, что он исторически неверно изобразил моральный облик и привычки последнего русского императора Николая II, его жены Александры Фёдоровны, представителей духовенства (в том числе высшего). Исторически недостоверно (по мнению РПЦ и некоторых потомков действующих героев романа) изображены в этой книге всё царское окружение и тогдашнее правительство страны.
Сын царского премьер-министра А. П. Столыпин в рецензии «Крохи правды в бочке лжи» утверждает: «В книге немало мест не только неверных, но и низкопробно-клеветнических, за которые в правовом государстве автор отвечал бы не перед критиками, а перед судом». В. Оскоцкий в статье «Воспитание историей» (газета «Правда» за 8 октября 1979 года) назвал роман «потоком сюжетных сплетен».
В справочной статье о В. Пикуле в газете «Литературная Россия» (№ 43, 22 октября 2004) литературовед В. В. Огрызко рассказал об эффекте, произведённом романом среди писателей в то время:
Публикация в 1979 году в журнале «Наш современник» (№ 4—7) романа «У последней черты» вызвала не просто яростные споры. Среди тех, кто не принял роман, были не только либералы. Валентин Курбатов 24 июля 1979 года писал В. Астафьеву: «Вчера закончил чтение пикулевского „Распутина“ и со злостью думаю, что журнал очень замарал себя этой публикацией, потому что такой „распутинской“ литературы в России ещё не видели и в самые немые и постыдные времена. И русское слово никогда не было в таком небрежении, и уж, конечно, русская история ещё не выставлялась на такой позор. Теперь уж и в уборных как будто опрятнее пишут.
Юрий Нагибин в знак протеста после публикации романа вышел из редколлегии журнала «Наш современник». Отвечая на эти претензии, Пикуль говорил:
Исторический роман — это роман во многом современный. Прослеживая разложение царского самодержавия в канун революции, я пытался показать, что Распутин был лишь видимой фигурой той отвратительной камарильи, которая плясала вокруг престола последнего царя, тех тайных сил, которые режиссировали историческое действие. Это всё и есть «нечистая сила», это бесовской шабаш на русской земле.
Вдова В. Пикуля полагает, что «…именно „Нечистая сила“ является… краеугольным камнем в понимании и, если хотите, в познании характера, творчества, да и всей жизни Валентина Пикуля».